# Шалиј
Шалиј (фр. Challuy) насеље је и општина у источном делу централне Француске у региону Бургоња, у департману Нијевр која припада префектури Невер.
По подацима из 2011. године у општини је живело 1570 становника, а густина насељености је износила 83,11 становника/km². Општина се простире на површини од 18,89 km². Налази се на средњој надморској висини од 202 метара (максималној 277 m, а минималној 169 m).

## Демографија
| 1962. | 1968. | 1975. | 1982. | 1990. | 1999. | 2011. |
| ----- | ----- | ----- | ----- | ----- | ----- | ----- |
| 1.223 | 1.286 | 1.257 | 1.324 | 1.256 | 1.347 | 1.570 |

График промене броја становника у току последњих година